# Esperança Nova
Esperança Nova ist ein brasilianisches Munizip im Nordwesten des Bundesstaats Paraná. Es hat 1849 Einwohner (2022), die sich Esperançanovenser nennen. Seine Fläche beträgt 139 km². Es liegt 394 Meter über dem Meeresspiegel.

## Etymologie
Der Name Esperança Nova wurde von Pater Antônio Antunes dos Santos gewählt. Er bedeutet Neue Hoffnung.

## Geschichte

### Besiedlung
Die Nutzung des Gebiets begann 1896 durch eine Kolonie von etwa 250 Engländern, die gerade in den Bundesstaat Paraná gekommen waren. Im Jahr 1898 verließen sie die Region schon wieder, weil sie mit ihren Rindern und Plantagen nicht viel Gewinn gemacht hatten. Im Jahr 1912 ließ sich eine Gruppe Fernhändler (Tropeiros) aus dem Süden des Staates in Nova Esperança nieder, das damals noch Niova Terra hieß. Auch die Tropeiros verließen die Region aus demselben Grund wie die Engländer, weil sie mit dem Land keinen Gewinn erzielten.
Im Jahr 1960 war das Gebiet des heutigen Munizips Esperança Nova mit geschlossenem Wald bedeckt. Es zog aufgrund der Vielfalt des Waldes und des fruchtbaren Bodens Siedler an. Diese Pioniere waren Manuel Alvino de Oliveira Filho, Napoleão Geraldo Teixeira, Valdemar Miranda, Ivo Lugli, Arlindo Rocha Ribeiro, Ângelo Vigo und andere.

### Erhebung zum Munizip
Esperança Nova wurde durch das Staatsgesetz Nr. 11.259 vom 21. Dezember 1995 aus Pérola ausgegliedert und in den Rang eines Munizips erhoben. Es wurde am 1. Januar 1997 als Munizip installiert.

## Geografie

### Fläche und Lage
Esperança Nova liegt auf dem Terceiro Planalto Paranaense (der Dritten oder Guarapuava-Hochebene von Paraná). Seine Fläche beträgt 139 km². Es liegt auf einer Höhe von 394 Metern.

### Vegetation
Das Biom von Esperança Nova ist Mata Atlântica.

### Klima
Das Klima ist gemäßigt warm. Es werden hohe Niederschlagsmengen verzeichnet (1636 mm pro Jahr). Im Jahresdurchschnitt liegt die Temperatur bei 22,9 °C. Die Klimaklassifikation nach Köppen und Geiger lautet Af.

### Gewässer
Esperança Nova liegt im Einzugsgebiet des Rio Paraná. Sein rechter Nebenfluss Rio Paracaí fließt auf der nördlichen Grenze in Richtung Rio Paraná.

### Straßen
Esperança Nova ist über die PR-587 mit São Jorge do Patrocínio im Westen und Pérola im Südosten verbunden.

### Nachbarmunizipien
|                         | Alto Paraíso                                |        |
|                         | Kompassrose, die auf Nachbargemeinden zeigt | Xambrê |
| São Jorge do Patrocínio |                                             | Pérola |

## Stadtverwaltung
Bürgermeister: Everton Barbieri, PP (2021–2024)
Vizebürgermeister: Luiz Fernando Ianche Cavichioli, PP (2021–2024)

## Demografie

### Bevölkerungsentwicklung
| Jahr | Einwohner | Stadt | Land |
| ---- | --------- | ----- | ---- |
| 2000 | 2.308     | 33 %  | 67 % |
| 2010 | 1.970     | 38 %  | 62 % |
| 2022 | 1.849     |       |      |

Quelle: IBGE, bis 2010: Volkszählungen und Volkszählung 2022

### Ethnische Zusammensetzung
| Gruppe * | 2000    | 2010    | wer sich als …                                                                   |
| --- | ------- | ------- | -------------------------------------------------------------------------------- |
| Weiße | 66,8 %  | 59,2 %  | weiß bezeichnet                                                                  |
| Schwarze | 4,2 %   | 3,2 %   | schwarz bezeichnet                                                               |
| Gelbe | 0,0 %   | 0,0 %   | von fernöstlicher Herkunft wie japanisch, chinesisch, koreanisch etc. bezeichnet |
| Braune | 28,6 %  | 37,2 %  | braun oder als Mischung aus mehreren Gruppen bezeichnet                          |
| Indigene | 0,0 %   | 0,3 %   | Ureinwohner oder Indio bezeichnet                                                |
| ohne Angabe | 0,3 %   | 0,0 %   |                                                                                  |
| Gesamt | 100,0 % | 100,0 % |                                                                                  |
| *) Anmerkung: Das IBGE verwendet für Volkszählungen ausschließlich diese fünf Gruppen. Es verzichtet bewusst auf Erläuterungen. Die Zugehörigkeit wird vom Einwohner selbst festgelegt. |         |         |                                                                                  |

Quelle: IBGE (Stand: 1991, 2000 und 2010)